# Woodburn (Virginia)
Woodburn ist ein gemeindefreies Gebiet in Loudoun County des US-Bundesstaats Virginia und befindet sich südwestlich von Leesburg auf dem Hogback Mountain. Die Woodburn Road, die sich zwischen der Dry Mill und Harmony Church Road befindet, ist das einzige Relikt, das die Lage und Existenz der Gemeinde markiert. 
Die Ruinen von Woodburns Kolonialladen standen nördlich der Kreuzung der Woodburn Road mit der Forrestgrove Road, bis das Virginia Department of Transportation (VDOT) im Jahr 2000 die Entscheidung des Loudoun County Board of Supervisors, die Straße unasphaltiert zu lassen, umstürzte und die Straße asphaltierte und verbreitete und somit auch die Gemäuer des Kolonialladens zerstörte. Diese Aktion war sehr umstritten. Viele Bewohner des Gebiets, die sich vehement gegen die Asphaltierung der Straße einsetzten, glauben, dass die Entscheidung des VDOT durch ein Geschäft mit Bauträgern beeinflusst war, die Grundstücke an der Straße besaßen, jedoch keine Lastwägen auf den schmalen und kurvigen Schotterweg bringen konnten. Interessanter Aspekt ist, dass ein Bewohner der Straße, ein Befürworter der Asphaltierung, auch ein Anwalt einer der in Frage kommenden Bauträger war.
Koordinaten: 39° 5′ N, 77° 37′ W